# King of My Castle
King of My Castle — песня американского продюсера электронной музыки Криса Брэнна, записанная под его псевдонимом Wamdue Project, с вокалом Гаэль Эдиссон. Первоначально она была выпущена в 1997 году в стиле даунтемпо, но стала мировым клубным хитом в 1999 году, когда на неё был создан ремикс продюсером Роем Мэлоуном и размещён в альбоме 1998 года «Program Yourself». Песня достигла первого номера в Billboard Hot Dance Club Songs. Также она взобралась на первое место в Великобритании, на второе в Норвегии и Нидерландах, на третье в Дании и Германии, на пятое в Австрии, на шестое во Франции и на седьмое в Швейцарии. Под неё сделаны два AMV с нарезками из аниме фильма 1995 года «Призрак в доспехах».
«King of My Castle» был переиздан в 2009 году, но был доступен на Youtube с ноября 2008 года и включал в себя новые ремиксы Ровалда Стейна, Миши Дэниэлса и Армина ван Бюрена.

## Список композиций
CD Single
1. «King Of My Castle» (Roy Malone’s King Radio Edit) — 3:40
2. «King Of My Castle» (S’man’s Comin’4 Ya Castle Radio Edit) — 3:11

Maxi CD
1. «King Of My Castle» (Roy Malone’s King Radio Edit) — 3:40
2. «King Of My Castle» (S’man’s Comin’4 Ya Castle Radio Edit) — 3:11
3. «King Of My Castle» (Original Radio Edit) — 3:40
4. «King Of My Castle» (Roy Malone’s King Mix) — 4:56
5. «King Of My Castle» (S’man’s Comin’4 Ya Castle) — 7:58
6. «King Of My Castle» (Beef Injection Mix) — 7:31
7. «King Of My Castle» (Charles Shilling Toboggan Mix) — 6:34

## Чарты и сертификаты
| Чарт (1999—2000)                            | Макс. позиция |
| ------------------------------------------- | ------------- |
| Австралия (ARIA)                            | 26            |
| Австрия (Ö3 Austria Top 40)                 | 5             |
| Бельгия/Фландрия (Ultratop 50)              | 5             |
| Бельгия/Валлония (Ultratop 50)              | 3             |
| Канада (Billboard Canadian Hot 100)         | 17            |
| Дания (Tracklisten)                         | 3             |
| Европа (Billboard European Hot 100 Singles) | 9             |
| Финляндия (Suomen virallinen lista)         | 15            |
| Франция (SNEP)                              | 6             |
| Германия (GfK)                              | 3             |
| Ирландия (IRMA)                             | 5             |
| Италия (FIMI)                               | 8             |
| Нидерланды (Dutch Top 40)                   | 2             |
| Новая Зеландия (Recorded Music NZ)          | 21            |
| Норвегия (VG-lista)                         | 2             |
| Швеция (Sverigetopplistan)                  | 31            |
| Швейцария (Schweizer Hitparade)             | 7             |
| Великобритания (OCC UK Singles)             | 1             |
| США (Billboard Dance Club Songs)            | 1             |

| Чарт (2009)                    | Макс. позиция |
| ------------------------------ | ------------- |
| Бельгия/Фландрия (Ultratop 50) | 10            |
| Бельгия/Валлония (Ultratop 50) | 15            |
| Нидерланды (Dutch Top 40)      | 14            |

| Страна         | Сертификат |
| -------------- | ---------- |
| Норвегия       | Золотой    |
| Великобритания | Серебряный |